# Adrian Carmack
Adrian Carmack (5 maggio 1969) è un artista statunitense, è uno dei quattro fondatori di id Software, insieme con Tom Hall, John Romero, e John Carmack (del quale non è un parente).
Adrian Carmack ha lasciato la id Software nel 2005. In quel periodo aveva dichiarato di aver fatto il possibile nel campo dei videogiochi, preferendo da quel punto in poi di dedicarsi alla sua passione: l'arte. Nel settembre 2005 il Wall Street Journal ha rivelato che Carmack stava portando i suoi ex-associati in tribunale, affermando di essere stato effettivamente licenziato da essi, per tentare di forzarlo a vendere la sua quota del 41% della compagnia per 11 milioni di dollari, sotto i termini di un contratto di cui Adrian ha richiesto l'annullamento. La cifra di 11 milioni pare essere solo una parte del vero valore della sua quota, che si stima intorno a 43 milioni dopo il ricevimento di 105 milioni da parte di Activision nel 2004.
Adrian Carmack è stato riconosciuto come il coniatore del termine "gibs".